# Палмајра (Небраска)
Палмајра (енгл. Palmyra) град је у америчкој савезној држави Небраска.

## Демографија
По попису из 2010. године број становника је 545, што је 1 (-0,2%) становника мање него 2000. године.
| Група             | 2000.       | 2010.       |
| Белци             | 530 (97,1%) | 518 (95,0%) |
| Афроамериканци    | 1 (0,2%)    | 9 (1,7%)    |
| Азијати           | 0 (0,0%)    | 3 (0,6%)    |
| Хиспаноамериканци | 10 (1,8%)   | 6 (1,1%)    |
| Укупно            | 546         | 545         |